# Цемгигант (платформа)
Цемгига́нт — остановочный пункт Рязанского направления МЖД. Находится в южной части города Воскресенска Московской области.

## История
Платформа названа в честь крупного цементного завода, построенного в 1931 году на левом берегу реки Семиславки, который назвали «Гигант». Вскоре появился и одноимённый микрорайон.
Сейчас на территории микрорайона имеются две школы (№ 6 и № 17), районная больница № 2 с детской поликлиникой и Воскресенский колледж (бывший Воскресенский химико-механический техникум (ВХМТ)). А также много магазинов и стадион «Цементник».

## Современность
Рядом расположен ж/д переезд 98 км. Соединена пешеходным настилом. Платформа не оборудована турникетами. Окрашена в фирменный цвет Казанского направления-зелёный. На платформе останавливаются электропоезда, следующие до станций Голутвин, Рязань-1, а также все ускоренные концепт-электропоезда Москва (Казанский вокзал — Голутвин). Не останавливаются только экспрессы Москва — Рязань и часть обычных электричек до Рязани. Состоит из 2 прямых платформ, на одной из них находится билетная касса.
Выход в город к улицам: Ленинская, Коломенская, Гаражная, Суворова, Чапаева, Беркино. Пересадка на автобусы: № 4 (п. Строителей — ул. Кагана), № 11 (п. Строителей — Москворецкий квартал), № 16 (п. Строителей — мкрн. Лопатинский),№ 16 (ДК «Цементника» — мкр. Лопатинский), № 36 (Воскресенск — Коломна),№ 39 (п. Строителей — п. Фосфоритный), № 47 (п. Строителей — Сады Ильино).
С другой стороны платформы, в промзоне, расположены действующие предприятия: Воскресенский завод "Машиностроитель", Воскресенский трубный завод, Воскресенский Завод ЖБКиИ. В июне 2023 года был заново запущен цементный завод.

## Особенности
В декабре 2010 года были начаты работы по ремонту пешеходных переходов (настилы). Они были заменены резиновыми настилами, вместо деревянных. Также один из переходов (в направлении Рязани) был оборудован световой и звуковой сигнализацией и ограждениями.